# Gaiellales
Gaiellales es un orden de bacterias de la clase Thermoleophilia. Fue descrito en el año 2012. Contiene únicamente una familia (Gaiellaceae), un género (Gaiella) y una especie: Gaiella occulta. Su etimología hace referencia a Gaia, diosa griega de la tierra. El nombre de la especie hace referencia a oculta. Se tiñe como gramnegativa, siendo una excepción dentro del filo Actinomycetota. Es aerobia e inmóvil. Catalasa y oxidasa positivas. Tiene un tamaño de 0,3-0,5 μm de ancho por 1-3 μm de largo. Temperatura de crecimiento entre 20-42 °C, óptima de 35-37 °C. Tiene un genoma de 3 Mpb y un contenido de G+C de 71,6%. Se ha aislado de un acuífero en Portugal. 